# Tistelsjöborre
Tistelsjöborre (Strongylocentrotus droebachiensis) är en sjöborreart som först beskrevs av Otto Friedrich Müller 1776.  Tistelsjöborre ingår i släktet Strongylocentrotus och familjen tistelsjöborrar. Arten är reproducerande i Sverige. Inga underarter finns listade i Catalogue of Life.

## Bildgalleri

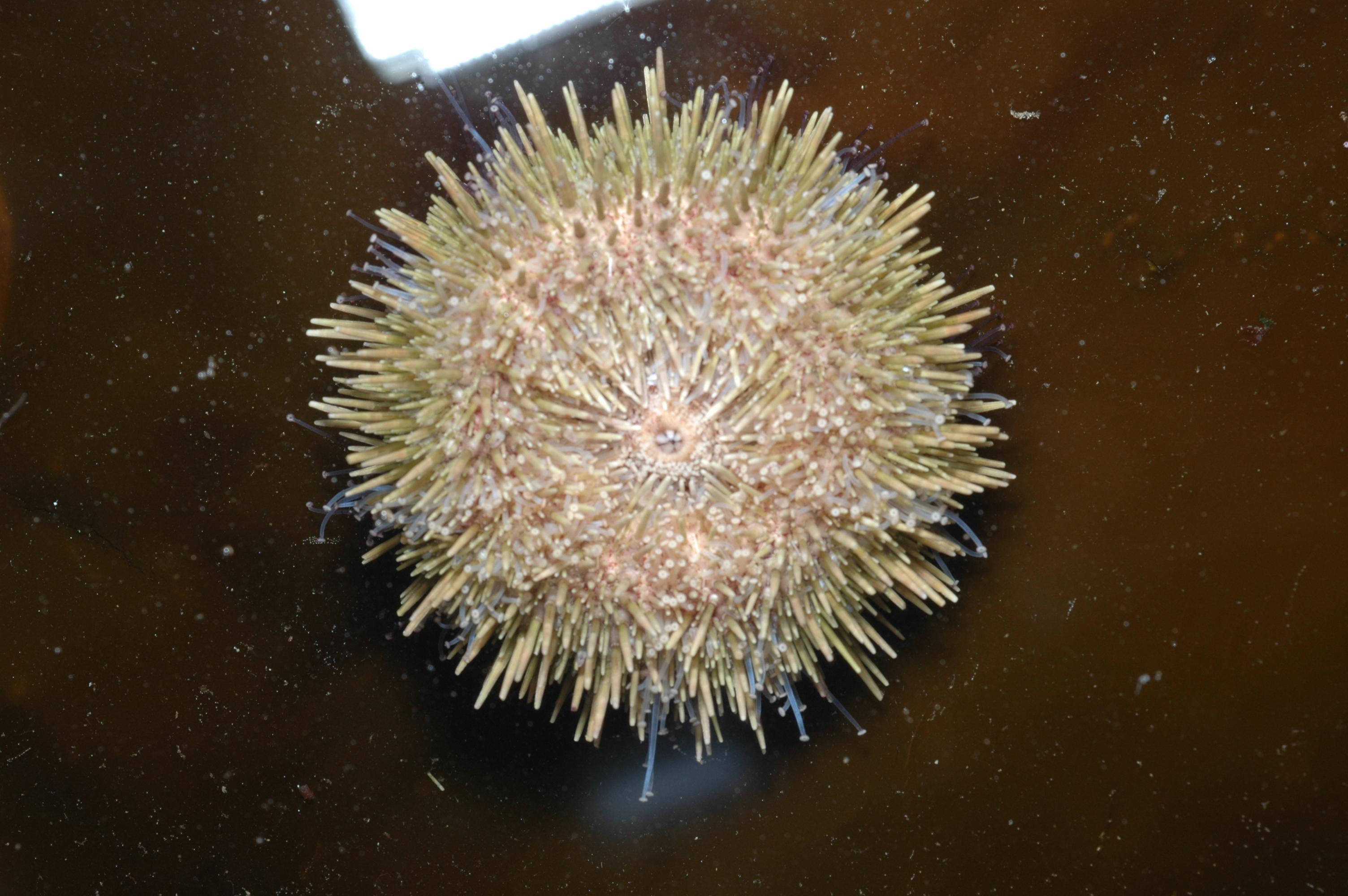
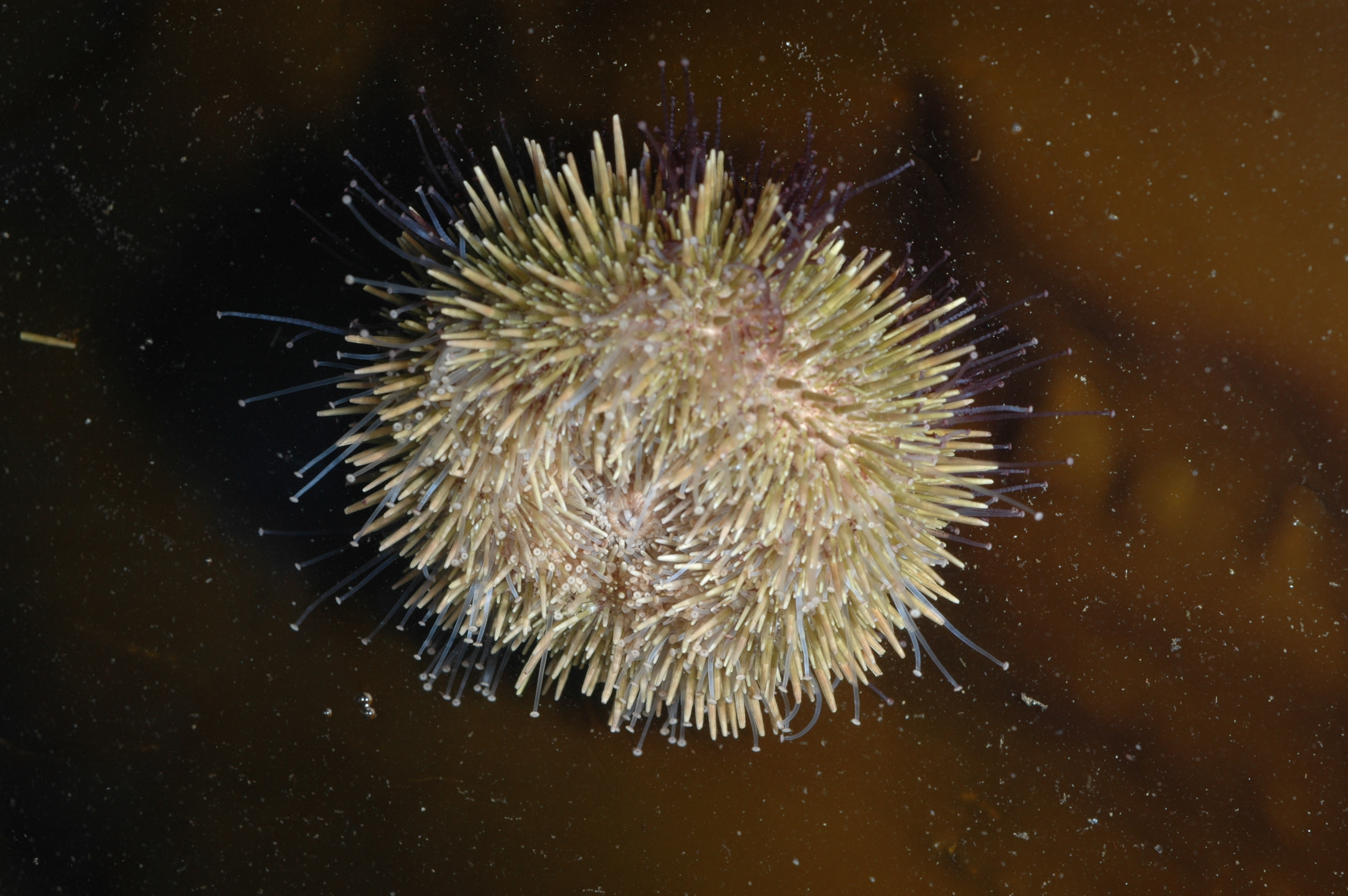